# ساختمان امنیه (ژاندارمری)
ساختمان امنیه (ژاندارمری) مربوط به دوره پهلوی است و در شوسف، داخل شهر واقع شده و این اثر در تاریخ ۵ آذر ۱۳۸۰ با شمارهٔ ثبت ۴۴۸۷ به‌عنوان یکی از آثار ملی ایران به ثبت رسیده است.